# Parkersburg
Parkersburg är en stad i Wood County i delstaten West Virginia, USA med 33 099 invånare (2000) . Parkersburg är administrativ huvudort (county seat) i Wood County.  
Staden ligger där Ohiofloden och Little Kanawha River flyter ihop. Den är delstatens tredje största stad och säte för Wood County .

## Personer från Parkersburg
- Arthur I. Boreman, West Virginias förste guvernör
- Paul Dooley, skådespelare och manusförfattare
- Morgan Spurlock, underhållare och filmare
- Peter G. Van Winkle, politiker
- Gill Robb Wilson, pilot, advokat och pastor
- John D. Hoblitzell, politiker
- Hunter H. Moss, politiker
- Deron Williams, basketspelare